# كريستوف-ألفونس دس غيوفريون
كريستوف-ألفونس دس غيوفريون هو محامي وسياسي كندي، ولد في 23 نوفمبر 1843 في فارين في كندا، وتوفي في 18 يوليو 1899 في فودرويدوريون في كندا. نشط حزبياً في الحزب الليبرالي الكندي. وقد انتخب عضو مجلس العموم الكندي.